# Домашний чемпионат Великобритании 1899
Домашний чемпионат Великобритании 1899 — шестнадцатый розыгрыш Домашнего чемпионата, футбольного турнира с участием сборных четырёх стран Великобритании (Англии, Шотландии, Уэльса и Ирландии) Победителем соревнования в девятый раз в своей истории стала сборная Англии.
Турнир отличался высокой результативностью, в частности, сборная Англии разгромила Ирландию со счётом 13:2, что является рекордным счётом в истории Домашних чемпионатов Британии. Ирландцы также потерпели тяжёлое поражение от шотландцев (1:9), но несмотря на это сумели занять третье место в таблице благодаря победе над Уэльсом.
Разгромная победа англичан над ирландцами была первым матчем соревнования. Во втором туре сборная Ирландии победила с минимальным счётом Уэльс и временно присоединилась к Англии на вершине таблицы. С третьего матча в соревнование вступила сборная Шотландии, которая легко обыграла Уэльс со счётом 6:0. Валлийцы также не смогли ничего противопоставить англичанам, проиграв им со счётом 0:4 и завершив своё выступление на турнире с тремя поражениями. В следующем матче Шотландия разгромила Ирландию и сравнялась с Англией по количеству очков в таблице. В решающем матче чемпионата между Англией и Шотландией обе сборные показали сильную игру, но титул в конечном итоге завоевали англичане, победившие соперника со счётом 2:1.

## Таблица
| Поз | Команда    | И | В | Н | П | МЗ | МП | РМ  | О |
| --- | ---------- | - | - | - | - | -- | -- | --- | - |
| 1   | Англия (Ч) | 3 | 3 | 0 | 0 | 19 | 3  | +16 | 6 |
| 2   | Шотландия  | 3 | 2 | 0 | 1 | 16 | 3  | +13 | 4 |
| 3   | Ирландия   | 3 | 1 | 0 | 2 | 4  | 22 | −18 | 2 |
| 4   | Уэльс      | 3 | 0 | 0 | 3 | 0  | 11 | −11 | 0 |

## Матчи
| 18 февраля 1899 | Англия | 13:2    | Ирландия                           | Сандерленд                                                       |
| | Фрэнк Форман 15′ · Фред Форман 20′ 52′ · Атерсмит 21′ · Смит 32′ 59′ 60′ 63′ · Блумер 40′ 89′ · Сеттл 53′ 55′ 80′ | (отчёт) | Макаллен 65′ (пен.) · Кэмпбелл 88′ | Стадион: «Рокер Парк» Зрителей: 13 000 Судья: Александр Хэмилтон |
| Англия: Джон Хиллман, Фил Бейч, Билли Уильямс, Фрэнк Форман, Джимми Крабтри, Эрнест Нидем, Чарли Атерсмит, Стив Блумер, Гилберт Смит, Джимми Сеттл, Фред Форман Ирландия: Джим Льюис, Джек Пайпер, Сэм Торранс, Джек Понсонби, Боб Милн, Мик Кокрейн, Джеймс Кэмпбелл, Джонни Мерсер, Джек Уоринг, Джек Уотти, Джо Макаллен | |         |                                    |                                                                  |

| 4 марта 1899 | Ирландия   | 1:0     | Уэльс | Белфаст                                                                  |
| | Мелдон 60′ | (отчёт) |       | Стадион: «Гросвенор Парк» Зрителей: 10 000 Судья: Чарльз Эдвард Сатклифф |
| Ирландия: Джим Льюис, Джек Пайпер, Сэм Торранс, Арчи Гудолл, Боб Милн, Джек Таггарт, Том Моррисон, Филип Мелдон, Джон Ханна, Джо Макаллен, Джек Пиден Уэльс: Джеймс Трейнер, Чарльз Томас, Хорас Блу, Джордж Ричардс, Джек Джонс, Тед Хьюз, Фред Келли, Боб Атертон, Эдвин Джеймс, Дэвид Дейвис, Уильям Джексон |            |         |       |                                                                          |

| 18 марта 1899 | Уэльс | 0:6     | Шотландия                                            | Рексем                                                                    |
| |       | (отчёт) | Кэмпбелл 22′ 55′ · Макколл 50′ 75′ 85′ · Маршалл 70′ | Стадион: «Рейскорс Граунд» Зрителей: 12 000 Судья: Чарльз Эдвард Сатклифф |
| Уэльс: Джеймс Трейнер, Джон Маттиас, Хорас Блу, Джордж Ричардс, Джек Джонс, Тед Хьюз, Фред Келли, Тревор Оуэн, Морган Морган-Оуэн, Ральф Джонс, Гренвилл Моррис Шотландия: Дэн Макартур, Никол Смит, Дэвид Сторрир, Нилли Гибсон, Гарри Маршалл, Алекс Кинг, Джонни Кэмпбелл, Роберт Хэмилтон, Роберт Макколл, Джек Белл, Дэвидсон Белли |       |         |                                                      |                                                                           |

| 20 марта 1899 | Англия                                       | 4:0     | Уэльс | Бристоль                                                      |
| | Нидем 30′ · Блумер 44′ 86′ · Фред Форман 60′ | (отчёт) |       | Стадион: «Аштон Гейт» Зрителей: 10 000 Судья: Томас Робертсон |
| Англия: Джек Робинсон, Гарри Тикитт, Билли Уильямс, Эрнест Нидем, Джимми Крабтри, Фрэнк Форман, Чарли Атерсмит, Стив Блумер, Гилберт Смит, Джимми Сеттл, Фред Форман Уэльс: Сэмюэл Джонс, Хорас Блу, Смарт Арридж, Джордж Ричардс, Том Бакленд, Уильям Харрисон, Джим Вон, Билли Мередит, Тревор Оуэн, Гренвилл Моррис, Боб Атертон |                                              |         |       |                                                               |

| 25 марта 1899 | Шотландия                                                                       | 9:1     | Ирландия   | Глазго                                                                |
| | Макколл 2′ 35′ 46′ · Кристи 8′ · Хэмилтон 15′ 60′ · Белл 40′ · Кэмпбелл 70′ 85′ | (отчёт) | Гудолл 54′ | Стадион: «Селтик Парк» Зрителей: 12 000 Судья: Чарльз Эдвард Сатклифф |
| Шотландия: Мэтт Дики, Никол Смит, Дэвид Сторрир, Нилли Гибсон, Алекс Кристи, Алекс Кинг, Джонни Кэмпбелл, Роберт Хэмилтон, Роберт Макколл, Дэвидсон Берри, Джек Белл Ирландия: Джим Льюис, Сэм Суон, Томас Форман, Билли Андерсон, Арчи Гудолл, Джон Макшейн, Джордж Шихан, Филип Мелдон, Джим Пайпер, Джеймс Маккэшин, Джо Макаллен |                                                                                 |         |            |                                                                       |

| 8 апреля 1899 | Англия               | 2:1     | Шотландия    | Бирмингем                                                    |
| | Смит 25′ · Сеттл 40′ | (отчёт) | Хэмилтон 52′ | Стадион: «Вилла Парк» Зрителей: 25 590 Судья: Джеймс Торранс |
| Англия: Джек Робинсон, Гарри Тикитт, Джимми Крабтри, Фрэнк Форман, Рэб Хауэлл, Эрнест Нидем, Чарли Атерсмит, Стив Блумер, Гилберт Смит, Джимми Сеттл, Фред Форман Шотландия: Нед Дойг, Никол Смит, Дэвид Сторрир, Нилли Гибсон, Алекс Кристи, Джон Робертсон, Джонни Кэмпбелл, Роберт Хэмилтон, Роберт Макколл, Хью Морган, Джек Белл |                      |         |              |                                                              |

## Чемпион
| Чемпион Великобритании 1899 |
| Англия Девятый титул        |

## Бомбардиры
| - 6 голов - Роберт Макколл - 5 голов - Гилберт Смит - 4 гола - Стив Блумер - Джимми Сеттл - Джонни Кэмпбелл - 3 гола - Фред Форман - Роберт Хэмилтон | - 1 гол - Чарли Атерсмит - Эрнест Нидем - Фрэнк Форман - Арчи Гудолл - Джеймс Кэмпбелл - Джо Макаллен - Филип Мелдон - Джек Белл - Алекс Кристи - Гарри Маршалл |